# Vincenzo Pinton
Vincenzo Pinton (n. 14 martie 1914, Vicenza, Italia – d. 8 aprilie 1980, Veneția, Italia) a fost un scrimer ce a reprezentat Italia, medaliat olimpic. A participat la 3 ediții ale Jocurilor Olimpice (1936, 1948, 1952) în care a câștigat o medalie de argint.